# Cho Youn-Jeong
Cho Youn-Jeong (n. 29 septembrie 1969, Seul, Coreea de Sud) este o arcașă ce a reprezentat Coreea de Sud, medaliată olimpică. A participat la o ediție a Jocurilor Olimpice (1992) în care a câștigat două medalii de aur.

## Participări
Lista de mai jos prezintă principalele competiții la care a participat Cho Youn-Jeong de-a lungul carierei.
- archery at the 1992 Summer Olympics – women's team[*]